# Lądowisko Pleszew-Szpital
Lądowisko Pleszew-Szpital – lądowisko sanitarne w Pleszewie, w województwie wielkopolskim, położone przy ul. Poznańskiej 125A. Przeznaczone jest do wykonywania startów i lądowań śmigłowców sanitarnych i ratowniczych w dzień i w nocy o dopuszczalnej masie startowej do 5700 kg.
Zarządzającym lądowiskiem jest Pleszewskie Centrum Medyczne w Pleszewie Sp. z o.o. W roku 2014 zostało wpisane do ewidencji lądowisk Urzędu Lotnictwa Cywilnego pod numerem 267
Koszt budowy lądowiska wyniósł 663 tys. zł.